# Гьокалп (квартал)
„Гьокалп“ (на турски: Gökalp) е квартал на Истанбул, разположен в околия Зейтинбурну. Общата му площ е 0,29 км2. Според данни на Адресната система за регистриране на населението (ABPRS) към 2023 г. населението на „Гьокалп“ е 18 641 жители.